# Lacu, Cluj
Lacu (în maghiară Feketelak) este un sat în comuna Geaca din județul Cluj, Transilvania, România.

## Lăcașuri de cult
- Biserica de lemn din Lacu

## Galerie de imagini

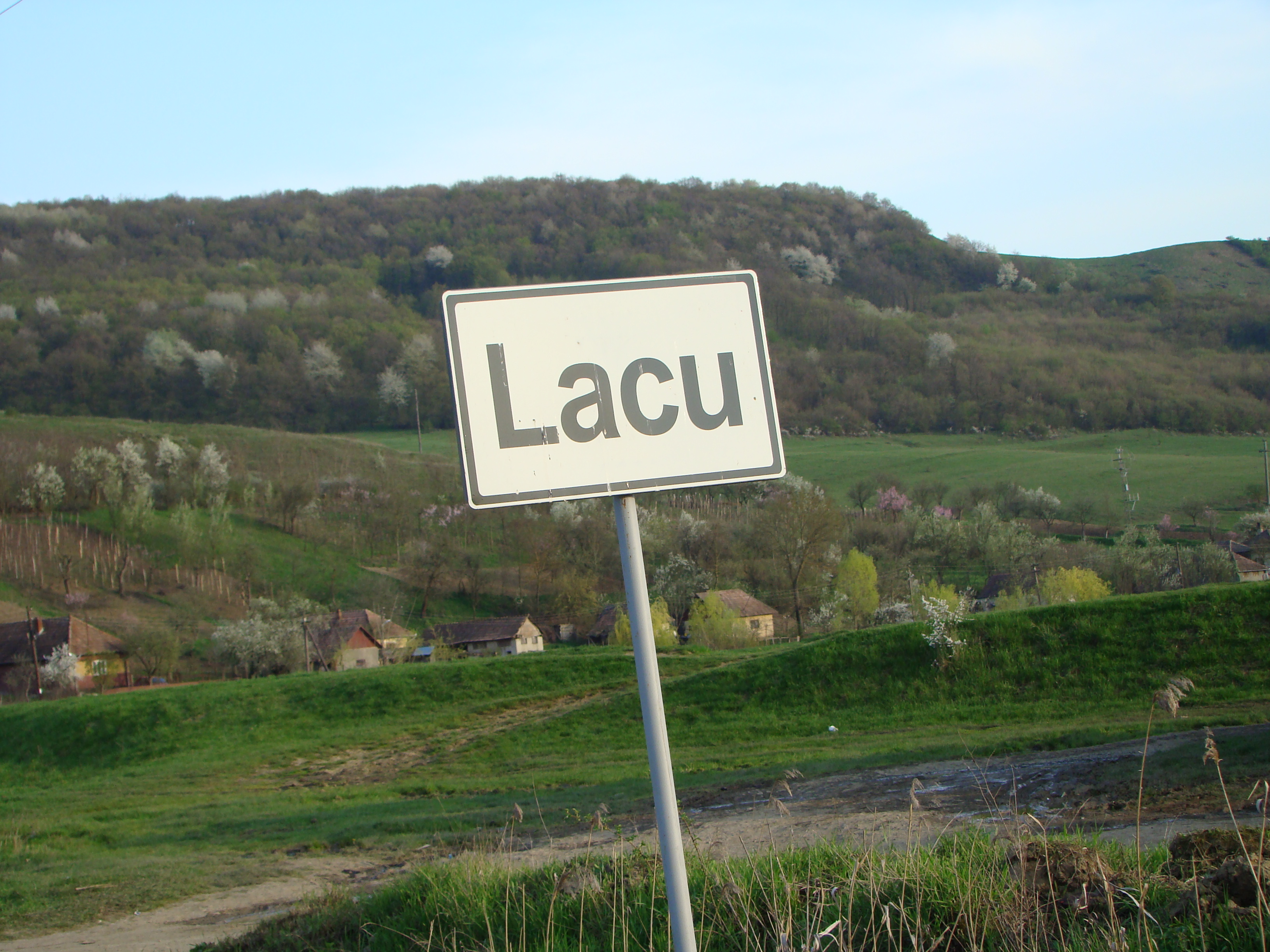
Intrarea în localitate
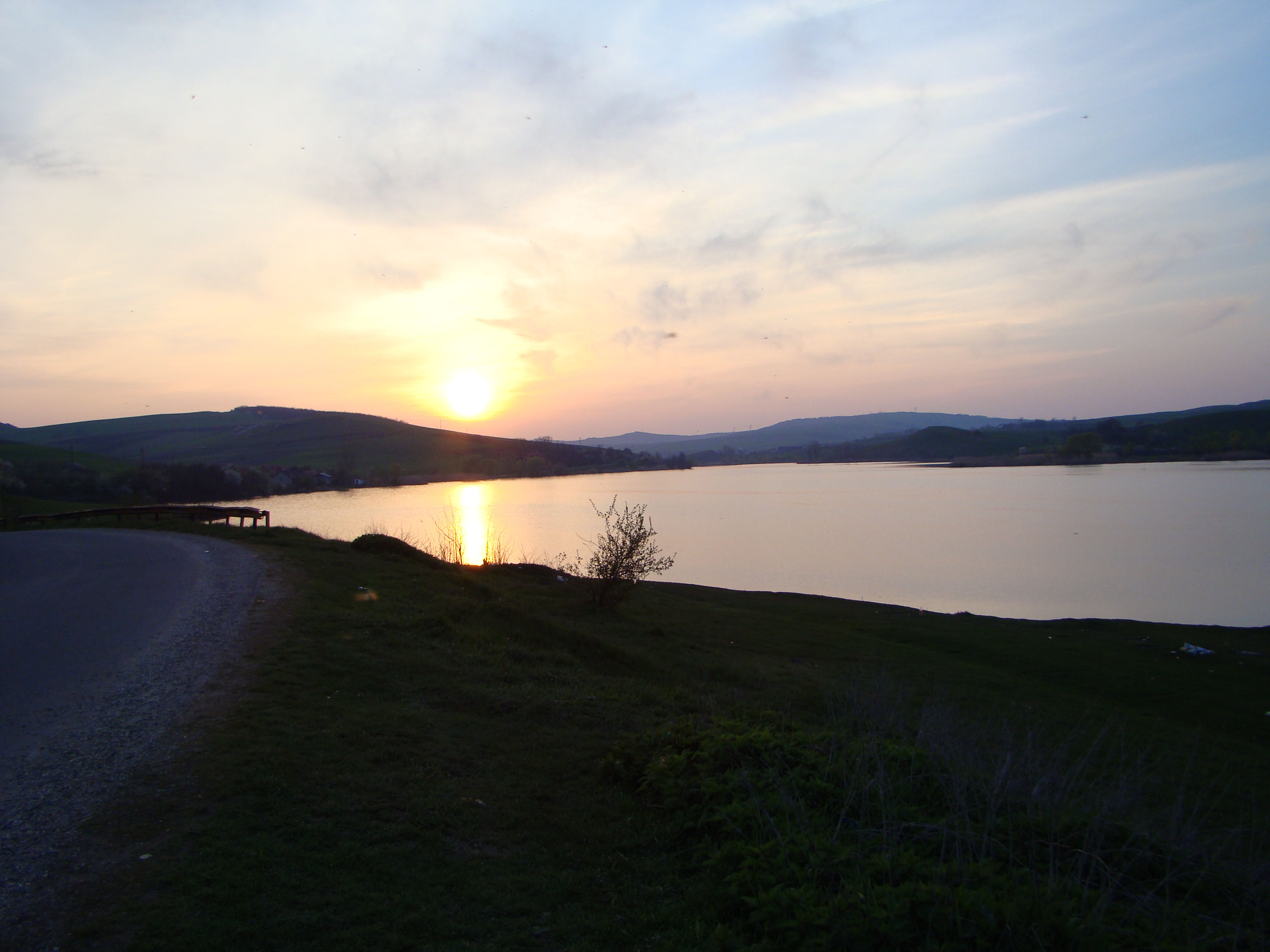
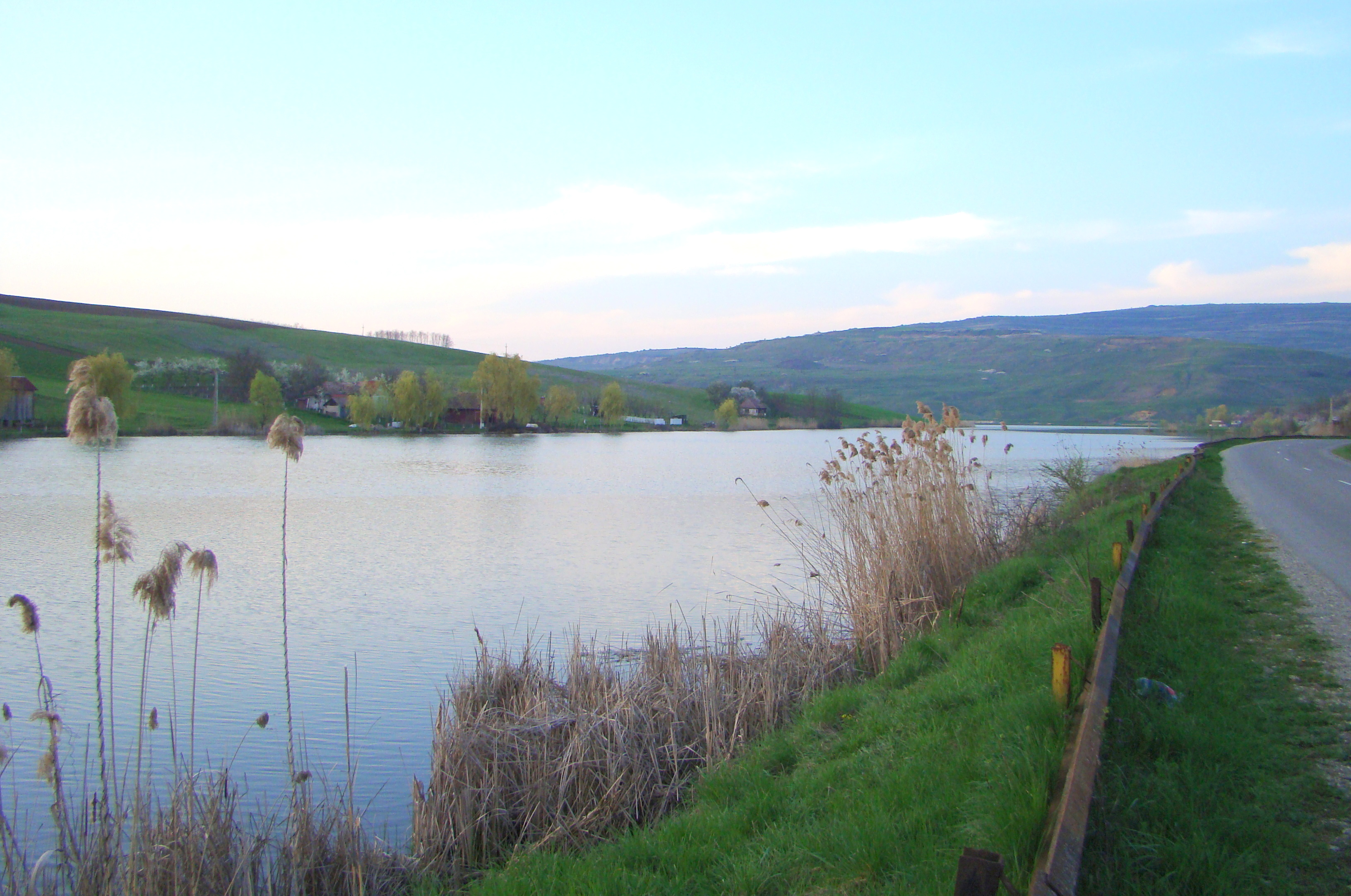
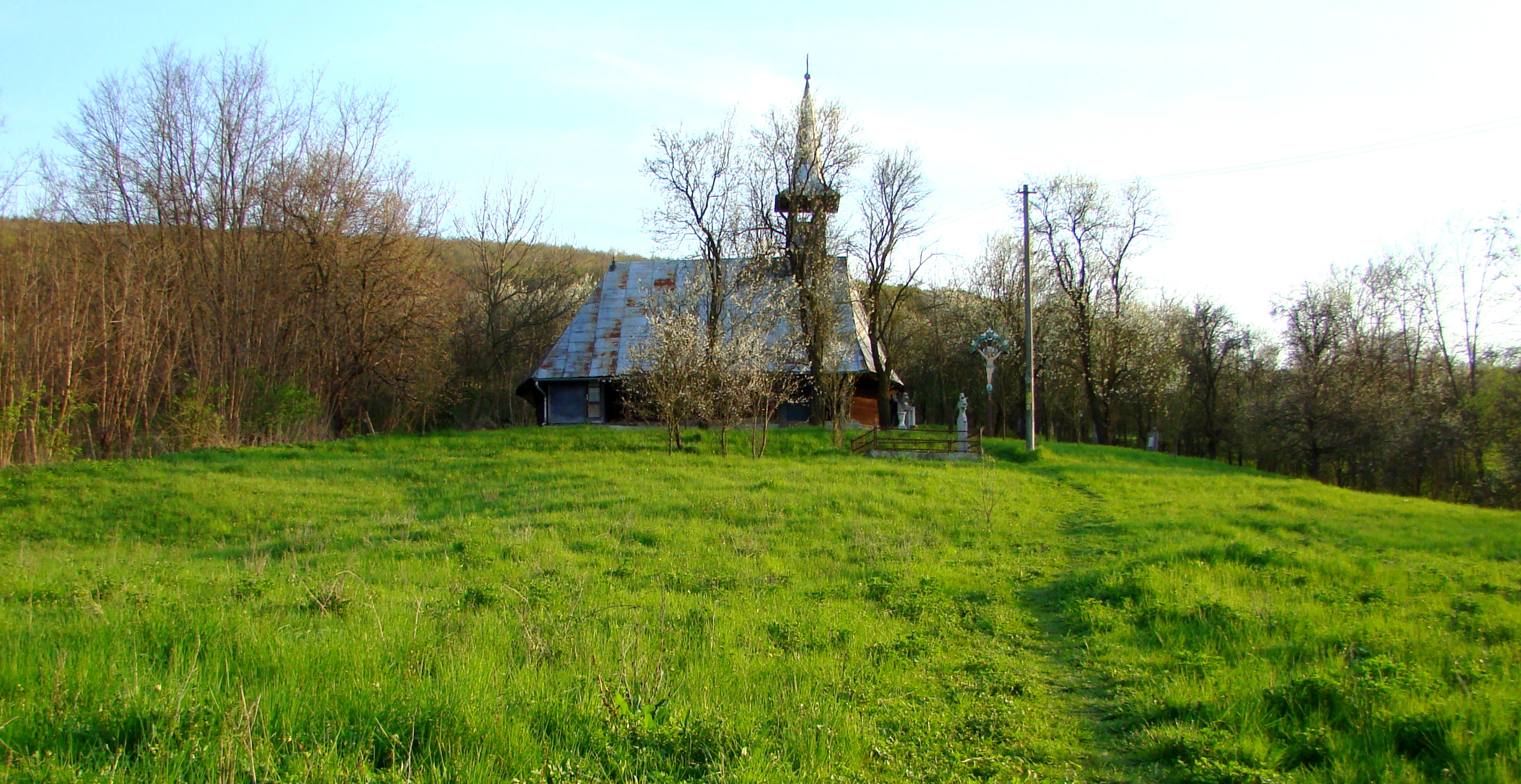
Biserica de lemn din Lacu
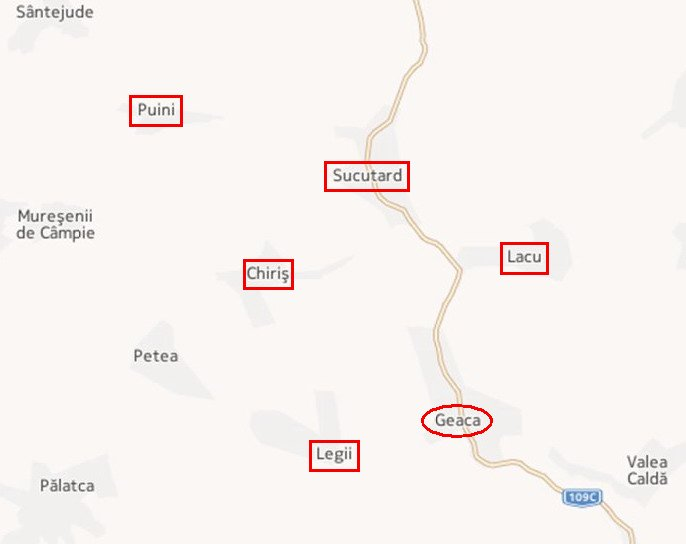
Comuna Geaca și satele componente